# Пийе, Жюльен
Жюльен Пийе (фр. Julien Pillet; род. 28 сентября 1977, Дижон) — французский фехтовальщик, двукратный олимпийский чемпион и двукратный чемпион мира в командном первенстве по фехтованию на саблях.

## Спортивная биография
Выступает за клуб Страсбурга.

## Спортивные достижения

### Личное первенство
Чемпионат мира по фехтованию:
- Серебряный призёр (2): 2001, 2002.

### Командное первенство
Летние Олимпийские игры:
- Чемпион (2): 2004, 2008.
- Серебряный призёр (1): 2000.

Чемпионат мира по фехтованию:
- Чемпион (2): 1999, 2006.
- Серебряный призёр (1): 2007.
- Бронзовый призёр (1): 2005.

## Награды
- Кавалер ордена Почётного легиона (24 сентября 2004 года)[1].
- Офицер ордена «За заслуги» (14 ноября 2008 года)[2].
- Кавалер ордена «За заслуги» (31 октября 2000 года)[3].